# Karsten Nielsen
Pour les articles homonymes, voir Nielsen.
Karsten Nielsen, né le 23 mai 1973 à Skælskør, est un rameur d'aviron danois.

## Biographie
Karsten Nielsen est pendant une période dans les années 2000 l'entraîneur national des jeunes rameurs danois.

## Palmarès
Il remporte la médaille d'or aux championnats du monde 1996, 1997 et 1999, en épreuve LM1x.
Il remporte la médaille de bronze aux championnats du monde 1994 et 1998, en épreuve LM1x.